# ミリオンの扉
『ミリオンの扉』（- とびら）は、読売テレビで2010年5月11日から2011年12月22日まで、隔週木曜日深夜に放送されていたオーディションバラエティ番組である。
番組は生放送だが、第10・11・15回は収録。また第6回までは月1回火曜日深夜の放送だったが、第7回からは第18回までは隔週火曜日深夜に放送されていた。

## 概要
番組で様々なジャンルの才能を募集し、業界関係者の審査協力のもとオーディションを行い、関西からミリオンセラーへとつながる『扉』を開けていく人材を発掘、プロデュースする。
応募資格はプロ・アマ不問だが、事務所に所属していないフリーの者に限られている。一部を除き、オーディションは番組放送外で個別に行われ、進展があったものが放送される。オーディション会場は基本的に読売テレビ本社（大阪）。
毎回、ゲストには芸人2～3組とコーナーゲストとして各ジャンルに精通した人物が招かれる。

## 出演者

### 番組終了時の出演者
メインMC（総合プロデューサー）
- 山里亮太（南海キャンディーズ）

ミリオンガール
- 井上千嘉（第25回 -）[3]
- 岩崎恵子（第25回 -）
- 岩本理聖（第25回 -）
- 内谷由加（第25回 -）
- 喜田ともみ（第25回 -）
- 北岸美奈子（第25回 -）
- 清水沙也加（第25回 -）
- 伏見こころ（第25回 -）[3]

ナレーション
- 小林杏奈（当時読売テレビアナウンサー、第21回 -）

### 過去の出演者
- 谷藤博美（アシスタント、第4 - 10回）[4][5][6]
- 西岡美穂（番組専属アナウンサー、第4回 - 第10回、第12 - 18回）[4]
- 山浦梨香（アシスタント→番組専属アナウンサー、第4回 - 第10回〔アシスタント〕、第12 - 18回〔番組専属アナウンサー〕）[4][5]
- 林マオ（読売テレビアナウンサー：ナレーション、第1回 - 第20回）

## オーディション

### 番組終了時まで募集していたオーディション企画
- R25新人ライター・連載コーナー企画

| 放送日        | 内容 |
| ------------- | --- |
| 2011年1月25日 | 連載企画・芸人プレゼン 推薦決定・西代洋（ミサイルマン）                                                               |
| 2011年2月8日  | 西代のプレゼン企画がR25に掲載決定                                                                                     |
| 2011年1月25日 | 連載企画・芸人プレゼン 推薦決定・橋本直（銀シャリ）、宮戸洋行（GAG少年楽団）                                          |
| 2011年3月22日 | 橋本のプレゼン企画がR25に掲載決定 連載企画・芸人プレゼン 推薦決定・西代洋（ミサイルマン）、前野悠介（クロスバー直撃） |
| 2011年4月28日 | 連載企画・芸人プレゼン 推薦決定・宮戸洋行（GAG少年楽団）、山内健司（かまいたち）                                      |
| 2011年5月26日 | 連載企画・芸人プレゼン 推薦決定・西代洋（ミサイルマン）、市川義一（女と男）                                           |
| 2011年6月23日 | 連載企画・芸人プレゼン 推薦決定・アインシュタイン                                                                     |
| 2011年7月28日 | 連載企画・芸人プレゼン 推薦決定・ガリガリガリクソン、宮戸洋行（GAG少年楽団）                                          |
| 2011年8月25日 | スタジオではボツだった小籔千豊のプレゼン企画がR25に掲載決定                                                           |

- おねえタレント
- パーツ美女
- 一芸アイドル

### 合格者が決定したオーディション企画
- 番組専属女子アナウンサー

| 放送日         | 放送内容 |
| -------------- | --- |
| 2010年6月8日   | Aグループ 第一次審査 22→5名通過 |
| 2010年7月6日   | Bグループ 第一次審査 11→3名 |
| 2010年8月3日   | Cグループ 第一次審査 2名。第一次審査通過者 9名決定 第二次審査 「地獄の夏合宿」 9→3名。最終候補者 3名決定 最終候補スタジオ出演。番組進行シミュレーション、自己PR |
| 2010年8月24日  | 最終候補者3名スタジオ出演。 最終審査 WEB投票 合格者・西岡美穂                                                                                                   |
| 2011年1月25日  | 西岡がアナウンサー修行ロケ。 |
| 2010年11月23日 | 西岡・山浦・谷藤に地獄の再合宿実施・専属女子アナ再選挙開催を通知。                                                                                              |
| 2010年12月21日 | 西岡・山浦に密着、スタジオ出演。谷藤、VTRで再選挙辞退を発表。 それに伴い再選挙は中止。合格者・西岡美穂・山浦梨香 特訓は改めて実施予定。                         |
| 2011年1月25日  | 西岡・山浦が地獄の女子アナ特訓。 |
| 2011年3月22日  | 西岡・山浦が番組卒業。 |

- なにわのボーカリスト★ 第1弾

| 放送日         | 内容 |
| -------------- | --- |
| 2010年7月6日   | Aグループ 第一次審査 18→6名通過 |
| 2010年8月3日   | Bグループ 第一次審査 19→6名通過 - 第一次審査 通過者 12名決定 |
| 2010年8月24日  | 第二次審査 課題曲審査 12→6名通過 - 第二次審査 通過者 6名決定 |
| 2010年9月14日  | 第三次審査 ライブ審査 6→4名通過 - 第三次審査 通過者 4名決定 |
| 2010年10月12日 | 第四次審査 ペア審査 4→3名通過 - 第四次審査 通過者 3名決定 |
| 2010年10月26日 | 第四次審査 ペア審査 4→3名通過 - 第四次審査 通過者 3名決定 |
| 2010年11月23日 | 候補者3名スタジオ出演・生歌披露。 第五次審査 視聴者投票審査 3→2名通過 - 第五次審査 通過者 2名決定                                                                                 |
| 2010年12月7日  | 候補者3名スタジオ出演・生歌披露。 第五次審査 視聴者投票審査 3→2名通過 - 第五次審査 通過者 2名決定                                                                                 |
| 2011年1月11日  | 最終候補者に最終審査のオリジナル曲音源が渡される。 |
| 2011年2月8日   | 最終候補者2名スタジオ出演・生歌披露。 最終審査 オリジナル曲審査 合格者・吉田このみ                                                                                                |
| 2011年3月8日   | デビュー曲が最終審査での歌唱曲「フルサト」に決定。 カップリングには吉田作詞・作曲のオリジナル曲を収録予定。 また「フルサト」の着うたが4月13日より先行配信されることも告知された。 |
| 2011年3月22日  | カップリング曲が吉田作詞・作曲の「よこがお」に決定。 |
| 2011年4月14日  | レコーディング、ジャケット撮影現場に密着。 |
| 2011年5月12日  | PV撮影現場、COMIN' KOBE '11でのライブに密着。 |
| 2011年5月26日  | オープニングテーマ「はじまり」のレコーディングに密着。 |
| 2011年6月9日   | 「フルサト」のPVを一部披露。 |
| 2011年6月23日  | スタジオで「フルサト」生歌披露。 |

- ミリオンガール

| 放送日         | 内容 |
| -------------- | --- |
| 2011年7月14日  | 第一次審査 自己PR・特技披露 22→15名 第一次審査通過者 15名決定 第二次審査 水中バラマキクイズ 15→8名 合格者・岩崎恵子・岩本理聖・喜田ともみ・伏見こころ・井上千嘉・北岸美奈子・清水沙也加・内谷由加 |
| 2011年10月27日 | 井上がいち髪（クラシエホームプロダクツ）の関西限定CMに出演。 |

- ミリオンの扉 ウタノチカラプロジェクト

| 放送日         | 内容 |
| -------------- | --- |
| 2011年10月27日 | 第一次審査 104→37名通過 - 第一次審査 通過者 37名決定 |
| 2011年10月27日 | 第二次審査 37→19名通過 - 第二次審査 通過者 19名決定 |
| 2011年12月22日 | 第三次審査 ライブ審査 19→12名通過 第三次審査 通過者 12名決定 最終審査 オリジナル曲審査 12→6名 合格者・多田智佑（トット）・大林健二（モンスターエンジン）・松木智子（ブランチ）・あさやん（にほんしゅ）・山内健司（かまいたち）・岩橋良昌（プラスマイナス） 番組終了に伴い、以降のデビューまでの軌跡は山里がMCを務める『あしたモテ期にな〜れ! てるてるモテるちゃん』の中で「5upよしもと ウタノチカラプロジェクト」として随時放送されている。 |

### 審査終了のオーディション企画
- ハスキーおばさん

| 放送日       | 内容                                  |
| ------------ | ------------------------------------- |
| 2010年7月6日 | ハスキーおばさんユニット!始動 3名決定 |

- 関西発!グラビアアイドル

| 放送日        | 放送内容                                             |
| ------------- | ---------------------------------------------------- |
| 2010年8月24日 | Aグループ3名・Bグループ3名 第一次審査 6名→合格者なし |

- アイドル声優

| 放送日        | 内容 |
| ------------- | --- |
| 2011年2月8日  | Aグループ 第一次審査 11→4名通過                                                                                    |
| 2011年3月22日 | Bグループ 第一次審査 9→2名通過 - 第一次審査 通過者 6名決定                                                         |
| 2011年4月12日 | 第二次審査 6名→合格者なし ただし、阪野裕菜・鴨池彩乃には読売テレビアニメの現場でアフレコ体験する機会が与えられる。 |
| 2011年7月28日 | 8月6日放送の『名探偵コナンスペシャル 夏の怪盗キッド祭り』のアフレコに、阪野・鴨池が参加した模様を放送。            |

- JJ専属モデル・読者モデル 第1弾

| 放送日        | 内容 |
| ------------- | --- |
| 2011年1月11日 | Aグループ 第一次審査 11→6名通過 |
| 2011年2月22日 | Bグループ 第一次審査 11→5名通過 篠原から通過者全員に各自の課題が与えられる。 - 第一次審査 通過者 11名決定                                                                                  |
| 2011年3月8日  | 第二次審査 私服（カッコイイ系・カワイイ系）審査 10→4名通過 篠原から通過者全員に各自の課題が与えられる。 - 第二次審査 通過者 4名決定                                                        |
| 2011年4月14日 | 第二次審査通過者4名に密着。 |
| 2011年4月28日 | 最終審査 撮影審査 4→2名合格 合格者・井上千嘉・伏見こころ 合格した二人を5月23日発売のJJ7月号に登場させて、 出来上がった誌面を見た上で専属にするかを篠原が最終判断。 合格者2名スタジオ出演。 |
| 2011年5月12日 | 7月号の撮影風景を放送。 |
| 2011年5月26日 | 合格者2名スタジオ出演。 篠原の最終判断は2名とも専属モデル不合格。 |

- デブかわタレント

| 放送日       | 内容                                |
| ------------ | ----------------------------------- |
| 2010年8月3日 | 日本一大きい!? デブかわニューハーフ |

- JJ専属モデル・読者モデル 第2弾

| 放送日        | 内容 |
| ------------- | --- |
| 2011年8月11日 | 第一次審査 9→4名通過 篠原から通過者全員に各自の課題が与えられる。 - 第一次審査 通過者 4名決定                                              |
| 2011年8月25日 | 第二次審査 私服（カッコイイ系・カワイイ系）審査 4→2名通過 篠原から通過者全員に各自の課題が与えられる。 - 第二次審査 通過者 2名決定         |
| 2011年8月25日 | 二次審査通過者2名に密着。 追加審査 2→1名通過 - 最終審査 通過者 3名決定                                                                     |
| 2011年9月22日 | 最終審査 撮影審査 3名→合格者なし ただし、ビューティーモデルとして渡辺あさ美、読者モデルとして高園あずさが採用された。 渡辺がスタジオ出演。 |

- なにわのボーカリスト★ 第2弾

| 放送日         | 内容 |
| -------------- | --- |
| 2011年7月28日  | 女性グループ 第一次審査 20→9名通過 |
| 2011年8月11日  | 男性グループ 第一次審査 18→8名通過 - 第一次審査 通過者 17名決定                                                                                   |
| 2011年8月25日  | 男性グループ 第二次審査 グループ審査 8→2名通過 |
| 2011年9月8日   | 女性グループ 第二次審査 グループ審査 9→5名通過 - 第二次審査 通過者 7名決定                                                                        |
| 2011年10月13日 | 第三次審査 課題曲審査 7→3名通過 - 第三次審査 通過者 3名決定                                                                                       |
| 2011年11月10日 | 最終候補者3名が1泊2日の強化合宿。 |
| 2011年11月24日 | 最終候補者3名の私生活に密着。 |
| 2011年12月8日  | 最終審査 ライブ審査 3名→合格者なし ただし、上田麻未については期間を決めて成長過程を見た上で、デビューできるかどうかを改めて判断することとなった。 |

### 過去の募集オーディション企画
括弧内は募集放送回。
- 局ドル（#2）
- こすいオッサン（#3）
- これから整形美女（#3）
- 親子de美人（#4）
- AD美女（#4）
- 女番長美人（#4）
- マッサージタレント
- ファッションデザイナー
- 夢を描け!OSAKA漫画家
- 面白い外国人
- 霊感美女
- マニアックタレント
- 美人母娘
- 喋れる料理人

## コーナー
芸人口コミ美女 向が向マス!→お仕事美女を探せ 向が向マス!
若手芸人や視聴者から情報が寄せられた町のオススメ美女を天津・向がアポなしで直撃するVTR企画。出会った美女には向がリクエストした萌えフレーズを言ってもらい、番組オリジナルの「天津向・美女ファイル」に登録する。
第7回からは視聴者から情報が寄せられたお仕事美女を直撃し、「お仕事美女図鑑」に登録する形にリニューアルされた。第10回は向に代わって、ミサイルマンがロケを行い、向の萌えフレーズの代わりに、武将キャラの岩部彰とのやりとりで締めくくった。
番組専属アナウンサー修行（第6・14回）
第6回は番組専属アナウンサーに選ばれた西岡がアナウンサー修行として木下大サーカスでリポートロケを敢行。第14回ではアナウンス力強化の特訓として、西岡・山浦が『朝生ワイド す・またん!』の生放送見学、体力トレーニング、マナーレッスン、街角50人インタビュー（各々25人ずつ）を行った。
新オーディション会議!（ - 第4回）
スタジオゲストの芸人が新オーディション企画を考える。

## 放送リスト

### 2010年
| #  | 放送日   | ゲスト                                                          | 内容 |
| #  | 放送日   | ゲスト                                                          | オーディション、コーナー（ゲスト） |
| -- | -------- | --------------------------------------------------------------- | --- |
| 1  | 5月11日  | 向清太朗（天津） 藤原一裕（ライセンス） 川島明（麒麟）          | - 女子アナウンサー（森武史、川田裕美） - ファッションデザイナー（篠原恒木〔『JJ』編集長〕、奥田順子） - グラビアアイドル（野田義治、小林恵美、山岡せり） - 漫画家（諏訪道彦〔読売テレビアニメ事業部チーフプロデューサー〕） - ボーカリスト第1弾（VTR：大川カズト〔agehasprings〕） - 向が向マス!（桜 稲垣早希） |
| 2  | 6月8日   | 向清太朗（天津） 藤原一裕（ライセンス） 浅越ゴエ（ザ・プラン9） | - 女子アナウンサー（植村なおみ、VTR：森武史） - グラビアアイドル - ボーカリスト第1弾（萩原健太） |
| 3  | 7月6日   | 向清太朗（天津） 浅越ゴエ（ザ・プラン9） 月亭八光               | - 女子アナウンサー（脇浜紀子、VTR：萩原章嘉） - 向が向マス!（ランディーズ中川） - ボーカリスト第1弾（VTR：大川カズト、永田恵介〔よしもとアール・アンド・シー〕） - ハスキーおばさんを探せ! |
| 4  | 8月3日   | 向清太朗（天津） 津田篤宏（ダイアン） 大悟（千鳥）              | - 女子アナウンサー（脇浜紀子、VTR：植村なおみ、大田良平） - ボーカリスト第1弾（VTR：大川カズト、永田恵介） - デブかわタレント |
| 5  | 8月24日  | 向清太朗（天津） 浅越ゴエ（ザ・プラン9） 月亭八光               | - グラビアアイドル（野田義治） - 女子アナウンサー（植村なおみ） - ボーカリスト第1弾（VTR：大川カズト、永田恵介） |
| 6  | 9月14日  | 向清太朗（天津） 月亭八光 ノブ（千鳥）                          | - ボーカリスト第1弾（VTR：大川カズト、永田恵介） - 女子アナウンサー修行（VTR：木下大サーカス） - アイドル声優（諏訪道彦、茶風林） - グラビアアイドル（VTR：野田義治） - 向が向マス（増田倫子） |
| 7  | 10月12日 | 向清太朗（天津） 桜 稲垣早希 ギャロップ                         | - ボーカリスト第1弾（VTR：大川カズト、永田恵介） - アイドル声優（諏訪道彦、名塚佳織） |
| 8  | 10月26日 | 向清太朗（天津） 桜 稲垣早希 浅越ゴエ（ザ・プラン9）            | - ボーカリスト第1弾（VTR：大川カズト、永田恵介） - JJモデル第1弾（篠原恒木） |
| 9  | 11月9日  | 向清太朗（天津） かまいたち 月亭八光                            | - ボーカリスト第1弾（VTR：大川カズト） - JJモデル第1弾（VTR：篠原恒木、寺本愛美、オードリー亜谷香、ニコル） |
| 10 | 11月23日 | 向清太朗（天津） 浅越ゴエ（ザ・プラン9） 銀シャリ               | - ボーカリスト第1弾 - 向が向マス（VTR：ミサイルマン） - 女子アナウンサー（VTR：脇浜紀子） |
| 11 | 12月7日  | 向清太朗（天津） 哲夫（笑い飯） かまいたち                      | - ボーカリスト第1弾（VTR：大川カズト） - R25新人ライター・連載コーナー企画（柿﨑隆〔『R25』編集長〕） - JJモデル第1弾（VTR：篠原恒木） - アイドル声優（VTR：諏訪道彦） |
| 12 | 12月21日 | 向清太朗（天津） 浅越ゴエ（ザ・プラン9） 藤崎マーケット         | - JJモデル第1弾（土岐田麗子、水華、VTR：篠原恒木） - アイドル声優（VTR：諏訪道彦） - 女子アナウンサー（VTR：脇浜紀子） |

### 2011年
| #  | 放送日   | ゲスト                                                           | 内容 |
| #  | 放送日   | ゲスト                                                           | オーディション、コーナー（ゲスト） |
| -- | -------- | ---------------------------------------------------------------- | --- |
| 13 | 1月11日  | 向清太朗（天津） メッセンジャーあいはら モンスターエンジン       | - JJモデル第1弾（VTR：篠原恒木、伊波那津子〔JJライター〕） - ボーカリスト第1弾（VTR：大川カズト） - アイドル声優（VTR：諏訪道彦） - R25新人ライター・連載コーナー企画                                                                                |
| 14 | 1月25日  | 向清太朗（天津） 兵動大樹（矢野・兵動） 浅越ゴエ（ザ・プラン9）  | - R25連載コーナー企画（西代洋〔ミサイルマン〕、瀬下豊・川原克己〔天竺鼠〕） - 女子アナウンサー（VTR：脇浜紀子、辛坊治郎、森武史、虎谷温子、 吉田奈央、田野直美〔関西作法会会長〕） - ボーカリスト第1弾（VTR：大川カズト）                            |
| 15 | 2月8日   | 向清太朗（天津） ヤナギブソン（ザ・プラン9） 銀シャリ            | - ボーカリスト第1弾（大川カズト、永田恵介） - アイドル声優（VTR：諏訪道彦、小林克良〔音響監督〕） - R25新人ライター・連載コーナー企画（VTR：柿﨑隆） - JJモデル第1弾（VTR：篠原恒木）                                                                |
| 16 | 2月22日  | 向清太朗（天津） 浅越ゴエ（ザ・プラン9） 天竺鼠                  | - JJモデル第1弾（VTR：篠原恒木、伊波那津子） - R25連載コーナー企画（橋本直〔銀シャリ〕、宮戸洋行〔GAG少年楽団〕、ガリガリガリクソン） - ボーカリスト第1弾                                                                                            |
| 17 | 3月8日   | 向清太朗（天津） ノブ（千鳥） ミサイルマン                       | - JJモデル第1弾（VTR：篠原恒木、伊波那津子、奥山栄樹〔JJカメラマン〕） - ボーカリスト第1弾（VTR：大川カズト） - R25新人ライター・連載コーナー企画（VTR：柿﨑隆）                                                                                     |
| 18 | 3月22日  | 向清太朗（天津） 浅越ゴエ（ザ・プラン9） シャンプーハット        | - アイドル声優（VTR：諏訪道彦、小林克良） - ボーカリスト第1弾 - R25連載コーナー企画（西代洋〔ミサイルマン〕、前野悠介〔クロスバー直撃〕、岩橋良昌〔プラスマイナス〕）                                                                                |
| 19 | 4月14日  | ヤナギブソン（ザ・プラン9） ダイアン                             | - アイドル声優（VTR：諏訪道彦） - ミリオンガール - ボーカリスト第1弾 - JJモデル第1弾（VTR：篠原恒木） |
| 20 | 4月28日  | 浅越ゴエ（ザ・プラン9） 兵動大樹（矢野・兵動） 桜 稲垣早希       | - JJモデル第1弾（篠原恒木、伊波那津子、以下VTR：陣内勇人〔JJヘアメイク〕、平山葵〔JJメイク〕、中津悠希〔JJコーディネーター〕、奥山栄樹） - ボーカリスト第1弾 - R25連載コーナー企画（宮戸洋行〔GAG少年楽団〕、山内健司（かまいたち） - ミリオンガール |
| 21 | 5月12日  | ダイノジ ミサイルマン                                            | - JJモデル第1弾（VTR：篠原恒木） - ボーカリスト第2弾（YANAGIMAN） - ボーカリスト第1弾 - ミリオンガール |
| 22 | 5月26日  | 浅越ゴエ（ザ・プラン9） 土肥ポン太 ギャロップ                    | - JJモデル第1弾・第2弾（VTR：篠原恒木） - ボーカリスト第1弾 - ボーカリスト第2弾（VTR：YANAGIMAN） - ミリオンガール - R25連載コーナー企画（西代洋〔ミサイルマン〕、市川義一〔女と男〕、川原克己〔天竺鼠〕）                                           |
| 23 | 6月9日   | 海原やすよ・ともこ ミサイルマン                                  | - JJモデル第2弾（村上デヴィン） - 霊感少女に会いに行こう! - ミリオンガールをさがせ! - ボーカリスト第1弾 - ボーカリスト第2弾（VTR：YANAGIMAN） |
| 24 | 6月23日  | 浅越ゴエ（ザ・プラン9） ヤナギブソン（ザ・プラン9） ミサイルマン | - 吉田このみスタジオライブ - R25連載コーナー企画（林健〔ギャロップ〕、アインシュタイン） - ミリオンガールをさがせ! |
| 25 | 7月14日  | ダイノジ ミサイルマン                                            | - ミリオンガール - 吉田このみ最新情報 |
| 26 | 7月28日  | 小籔千豊 浅越ゴエ                                                | - ボーカリスト第2弾（VTR：YANAGIMAN） - R25連載コーナー企画（ガリガリガリクソン、宮戸洋行〔GAG少年楽団〕、小籔千豊） - アイドル声優（VTR：諏訪道彦）                                                                                                 |
| 27 | 8月11日  | 兵動大樹（矢野・兵動） ダイノジ                                  | - ボーカリスト第2弾（VTR：YANAGIMAN） - JJモデル第2弾（VTR：篠原恒木、伊波那津子） - 吉田このみ最新情報 |
| 28 | 8月25日  | 浅越ゴエ（ザ・プラン9） 海原やすよ・ともこ                       | - ボーカリスト第2弾（VTR：YANAGIMAN） - JJモデル第2弾（VTR：篠原恒木） - R25連載コーナー企画 |
| 29 | 9月8日   | ダイノジ ヤナギブソン（ザ・プラン9）                             | - ボーカリスト第2弾（VTR：YANAGIMAN） - JJモデル第2弾（VTR：篠原恒木、伊波那津子） - 吉田このみ最新情報 - ミリオンの扉ウタノチカラプロジェクト |
| 30 | 9月22日  | 浅越ゴエ（ザ・プラン9） ギャロップ                               | - JJモデル第2弾（VTR：篠原恒木、伊波那津子、陣内勇人〔JJヘアメイク〕、平山葵〔JJメイク〕、中津悠希〔JJコーディネーター〕、奥山栄樹） - ミリオンの扉ウタノチカラプロジェクト - ミリオンガール                                                         |
| 31 | 10月13日 | ダイノジ ヤナギブソン（ザ・プラン9） 吉田このみ                  | - ボーカリスト第2弾（VTR：YANAGIMAN） - 吉田このみ最新情報 - JJモデル第2弾（VTR：伊波那津子） - ミリオンの扉ウタノチカラプロジェクト |
| 32 | 10月27日 | 矢野・兵動 浅越ゴエ（ザ・プラン9）                               | - ミリオンの扉ウタノチカラプロジェクト（VTR：SEAMO、武藤洋〔音楽プロデューサー〕、永田恵介） - ミリオンガール |
| 33 | 11月10日 | ダイノジ 吉田このみ                                              | - ボーカリスト第2弾（VTR：YANAGIMAN、峯口弥生〔ボイストレーナー〕、NORI〔ダンサー〕） - 吉田このみ最新情報 - ミリオンの扉ウタノチカラプロジェクト（VTR：SEAMO）                                                                                      |
| 34 | 11月24日 | 浅越ゴエ（ザ・プラン9） 月亭八光                                 | - ミリオンの扉ウタノチカラプロジェクト（VTR：SEAMO、武藤洋） - ボーカリスト第2弾 |
| 35 | 12月8日  | ダイノジ 吉田このみ                                              | - ボーカリスト第2弾（YANAGIMAN、VTR：武藤洋） - ミリオンの扉ウタノチカラプロジェクト（VTR：SEAMO） |
| 36 | 12月22日 | 兵動大樹（矢野・兵動） ダイノジ                                  | - ミリオンの扉ウタノチカラプロジェクト（SEAMO、武藤洋） - ボーカリスト第2弾（VTR：YANAGIMAN） |

### 放送時間
- 第1・2・6回：深夜25:29 - 27:29
- 第3・4回：深夜25:34 - 27:34
- 第5回：深夜25:49 - 27:49
- 第7 - 10、15 - 17回：深夜25:34 - 26:34
- 第11・18回：深夜25:44 - 26:44
- 第12 - 14回：深夜25:29 - 26:29
- 第19回：深夜25:38 - 26:38
- 第20 - 30回：深夜25:08 - 26:08
- 第31 - 34、36回：深夜25:13 - 26:13
- 第35回：深夜26:43 - 27:43

## スタッフ
- 演出：金城聖門
- ディレクター：松本真、吉田昌平、金井南燮、新穂英樹、鷲見演博、前等、堀家寛之
- 構成：高須光聖、山名宏和、一文無隼人、森、戸田倫彰、藤井直樹
- 技術：吉田勝
- TD/SW：塚本新一
- CAM：森下直樹、杉本麻也、坂口拓磨、小池一暢
- 音声：鈴木直人、田口護
- VE：菊地健、米田忠義
- 照明：野口忠繁
- TK：本行真由美
- 編集：赤羽直樹、渡辺裕也、佐藤友彦、谷和彦、平池武志、工藤雄貴、千代秀樹、井上哲郎
- MA：古庄陽
- 音効：中谷誠
- 美術：伊藤大樹、野沢桃子
- Web：前西和成、田尻菜穂子
- スタッフ協力：クロスブリード、ワイズビジョン、ytv Nextry、ハートス、つむら工芸、高津商会、丸善
- 宣伝：折原加奈
- 製作デスク：山崎真央、楠村朋子
- AP：荒巻由希子、田尻麻衣、藤林千絵
- 製作協力：吉本興業
- プロデューサー：中村元信・佐藤恭仁子（ytv）、中澤晋弥（よしもとCA）、西田治朋（クロスブリード）、谷口良信
- チーフプロデューサー：山口剛正（ytv）、武野一起（ytv／ワイズビジョン）
- 製作著作：ytv

### 過去のスタッフ
- TD：杉本麻也、北條吉彦
- スタッフ協力：A.I.C、マウス、アンサーズ、エッグ
- プロデューサー：勝田恒次（ytv）、薮内美香（よしもとCA）、高山雄次郎（よしもとCA）
- チーフプロデューサー：木谷俊樹（ytv）

## テーマ曲
- オープニングテーマ：吉田このみ「はじまり」（第23回 -）
- エンディングテーマ：吉田このみ「フルサト」（YGK、第19回 -）

## エピソード
- 第1回放送「向が向マス!」のロケで、マスク姿で移動中の桜 稲垣早希を発見、向が頼み込んですっぴんが公開された。第6回放送では、視聴者から寄せられた美女情報をもとに訪れたお店で働いていた、稲垣の元相方・増田倫子が登場した。
- 初回視聴率は1.9%（ビデオリサーチ関西）[16]。
- 第4回は特別編成「ytv夏のスペシャル2010」枠として放送された。また、「グラビアアイドルオーディション」に仲村ともみ、「向が向マス!」に『学生才能発掘バラエティ 学生HEROES!』主催のミスコン「フレッシュキャンパスコンテスト2010」準グランプリの佐野莉子が出演した。